# GR-13. Cañada Real de los Roncaleses

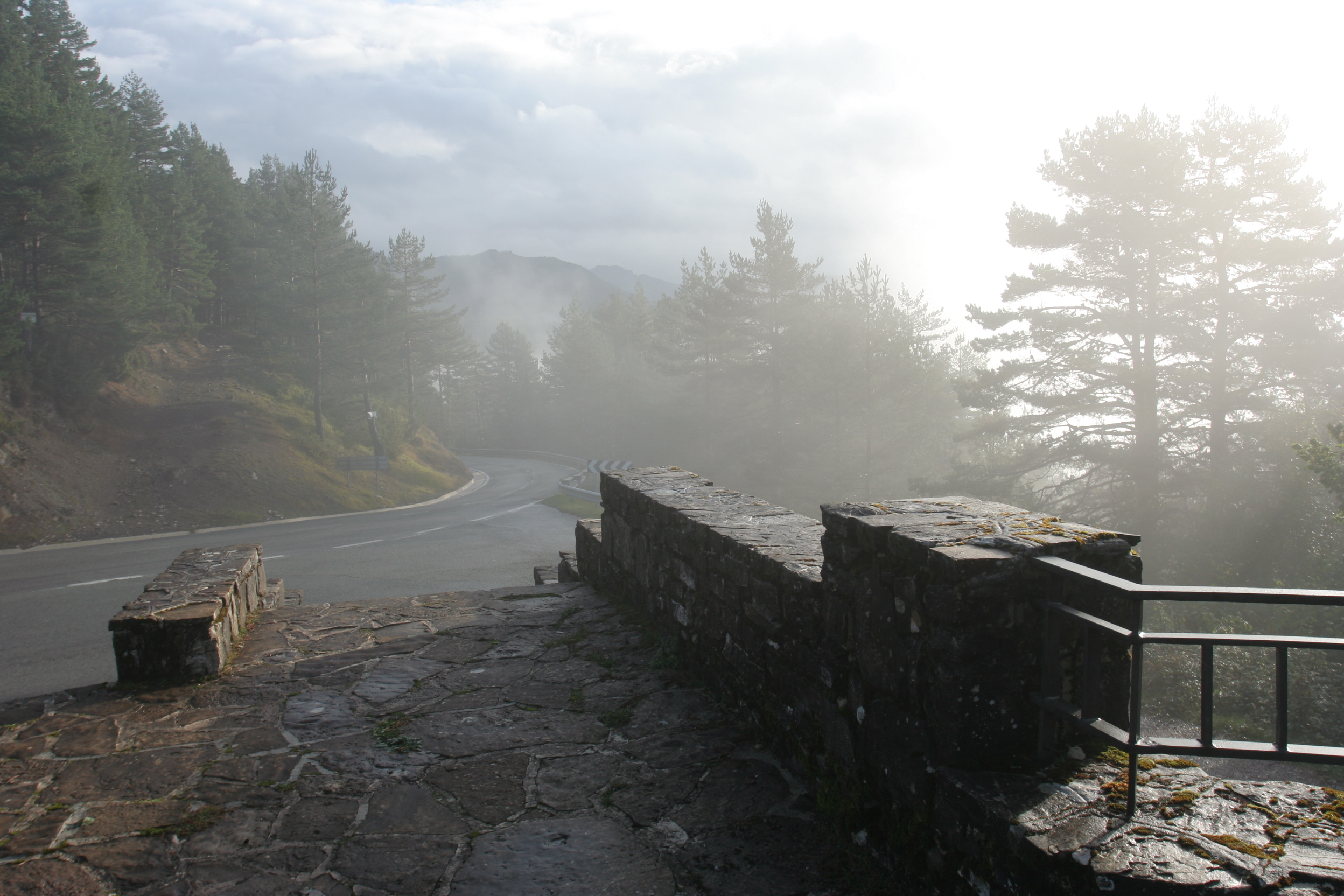
Alto de Laza

La Cañada Real de los Roncaleses, conocido como GR-13 en la clasificación de los senderos de Gran Recorrido o senderos GR españoles, era un sendero que discurría al este de la provincia de Navarra entre el puerto de Lazar (o Alto de Laza) al norte, y la ermita de la Virgen del Yugo, al sur.
El sendero, que constaba de seis etapas, está descatalogado desde 2005 por la mala señalización. Recorre una vieja ruta de transhumancia que descendía del Pirineo roncalés para llevar los rebaños a orillas del río Ebro.
En Francia hay un GR 13 conocido como Ruta del Morvan.

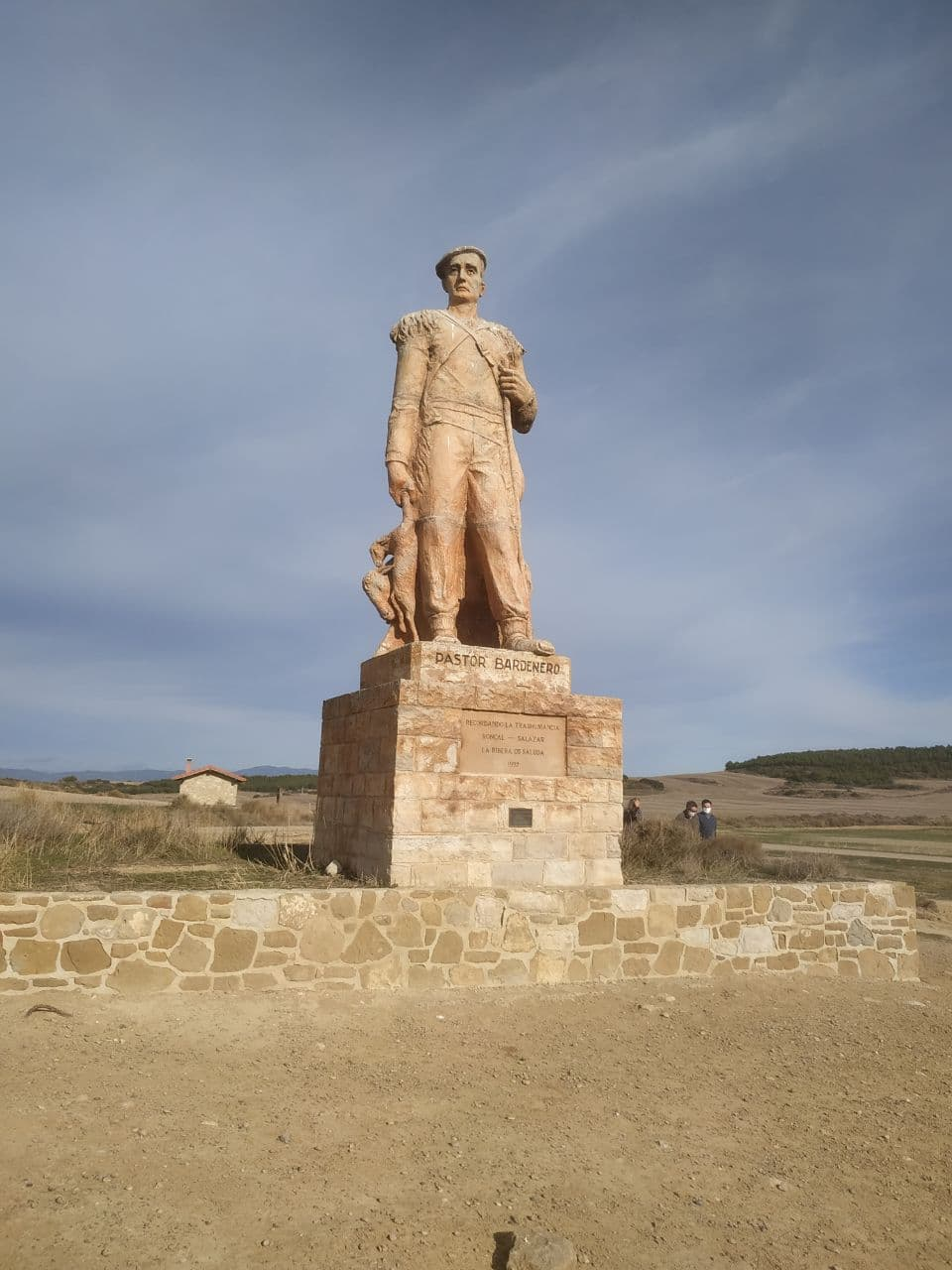
Monumento al Pastor bardenero, de Antonio Loperena Eseverri, al pie del acceso bardenero conocido como El Paso.

## Recorrido
- Etapa 1. Alto de Laza-Alto de Igal, 14,86 km. El Alto de Laza (1129 m) se encuentra en el km 43 de la NA-140, entre Uztárroz e Izalzu.[3] El Alto de Igal (895 m) se encuentra a 2,5 km al oeste de Vidángoz, en el km 7,8 de la NA-2130, entre Vidángoz e Igal.[4]
- Etapa 2. Alto de Igal-Alto de las Coronas, 11,6 km. El Alto de las Coronas (989 m) se encuentra en el km 7,3 de la carretera NA-214, entre Navascués y Burgui.[5] Aquí se cruza con el GR-15.[6][7]
- Etapa 3. Alto de las Coronas-Leire, 18 km.[8]
- Etapa 4. Leire-Sangüesa, 13,5 km.[9]
- Etapa 5. Sangüesa-Carcastillo, 33 km.[10]
- Etapa 6. Carcastillo-El Paso-El Yugo,[11] 25,5 km.[12]

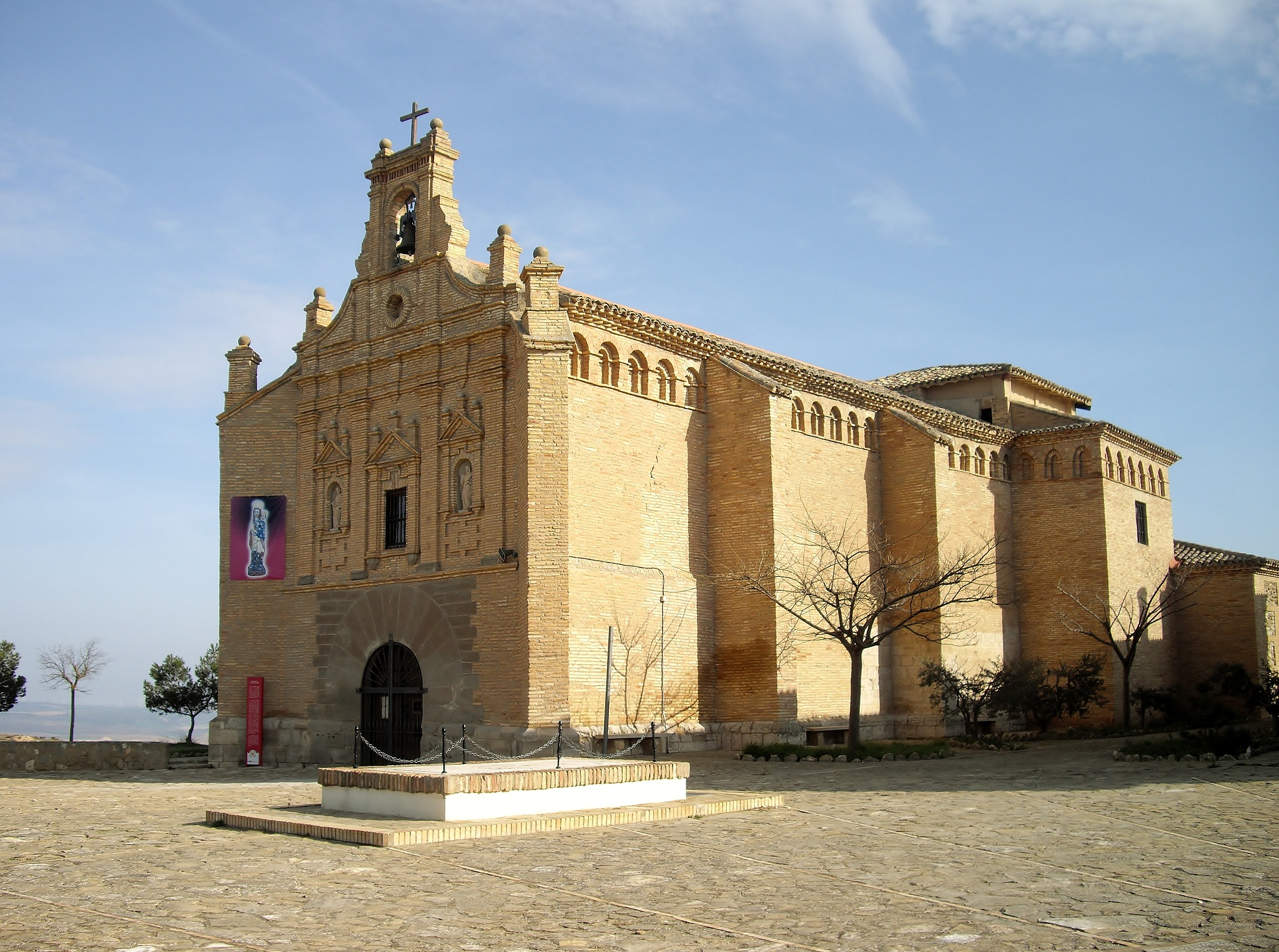
Ermita de la Virgen del Yugo